# Ciclismo nos Jogos Olímpicos de Verão de 2012
As competições de ciclismo nos Jogos Olímpicos de Verão de 2012 foram realizadas entre 28 de julho e 12 de agosto. As provas de pista foram disputadas no Velódromo de Londres, mesmo local onde foi montado o circuito para os eventos de BMX. O mountain bike foi disputado na Hadleigh Farm, em Essex, e o ciclismo de estrada no percurso que se inicia no The Mall e passa por Surrey, com o evento do contra-relógio sendo realizado no Hampton Court.
Comparando com as Olimpíadas de 2008, houve algumas mudanças no programa do ciclismo de pista olímpico. A perseguição individual e a corrida de pontos, masculina e feminina, e o Madison masculino foram removidos. O sprint (velocidade) em equipas, a perseguição em equipas e o keirin foram adicionados ao programa feminino, enquanto o Omnium foi incluído quer para homens, quer para mulheres. Ao todo foram disputados 18 eventos entre as quatro modalidades do ciclismo. Tal como em 2008, as provas de ciclismo foram dominadas pela equipa britânica.

## Calendário
| PRE | Preliminares | ¼ | Quartos-de-final | ½ | Meias-finais | F | Final |

| Prova↓/Data →                | Sáb 28 | Dom 29 | Qua 1 | Qua 8 | Ter 9 | Sex 10 | Sex 10 | Sáb 11 | Dom 12 |
| ---------------------------- | ------ | ------ | ----- | ----- | ----- | ------ | ------ | ------ | ------ |
| BMX masculino                |        |        |       | PRE   | ¼     | ½      | F      |        |        |
| BMX feminino                 |        |        |       | PRE   |       | ½      | F      |        |        |
| BTT                          |        |        |       |       |       |        |        |        |        |
| BTT masculino                |        |        |       |       |       |        |        |        | F      |
| BTT feminino                 |        |        |       |       |       |        |        | F      |        |
| Ciclismo de estrada          |        |        |       |       |       |        |        |        |        |
| Corrida de estrada masculina | F      |        |       |       |       |        |        |        |        |
| Contra-relógio masculino     |        |        | F     |       |       |        |        |        |        |
| Corrida de estrada feminina  |        | F      |       |       |       |        |        |        |        |
| Contra-relógio feminino      |        |        | F     |       |       |        |        |        |        |

| Data →                           | Qui 2 | Qui 2 | Qui 2 | Sex 3 | Sex 3 | Sáb 4 | Sáb 4 | Sáb 4 | Dom 5 | Dom 5 | Dom 5 | Seg 6 | Seg 6 | Seg 6 | Seg 6 | Ter 7 | Ter 7 | Ter 7 |   |
| Prova ↓                          | T     | T     | T     | T     | T     | M     | T     | T     | M     | T     | T     | A     | A     | A     | A     | M     | T     | T     | T |
| -------------------------------- | ----- | ----- | ----- | ----- | ----- | ----- | ----- | ----- | ----- | ----- | ----- | ----- | ----- | ----- | ----- | ----- | ----- | ----- | - |
| Keirin masculino                 |       |       |       |       |       |       |       |       |       |       |       |       |       |       |       | PRE   | ½     | F     |   |
| Omnium masculino                 |       |       |       |       |       | VL    | CP    | CE    | PI    | SR    | CC    |       |       |       |       |       |       |       |   |
| Velocidade masculino             |       |       |       |       |       | PRE   | PRE   | PRE   |       | ¼     | ¼     | ½     | ½     | F     | F     |       |       |       |   |
| Perseguição em equipas masculina | PRE   | PRE   | PRE   | ½     | F     |       |       |       |       |       |       |       |       |       |       |       |       |       |   |
| Velocidade em equipas masculino  | PRE   | ½     | F     |       |       |       |       |       |       |       |       |       |       |       |       |       |       |       |   |
| Keirin feminino                  |       |       |       | PRE   | F     |       |       |       |       |       |       |       |       |       |       |       |       |       |   |
| Omnium feminino                  |       |       |       |       |       |       |       |       |       |       |       | VL    | CP    | CP    | CE    | PI    | SR    | CC    |   |
| Velocidade feminino              |       |       |       |       |       |       |       |       | PRE   | PRE   | PRE   | ¼     | ¼     | ¼     | ¼     |       | ½     | F     |   |
| Perseguição em equipas feminina  |       |       |       | PRE   | PRE   |       | ½     | F     |       |       |       |       |       |       |       |       |       |       |   |
| Velocidade em equipas feminino   | PRE   | ½     | F     |       |       |       |       |       |       |       |       |       |       |       |       |       |       |       |   |

## Infraestruturas

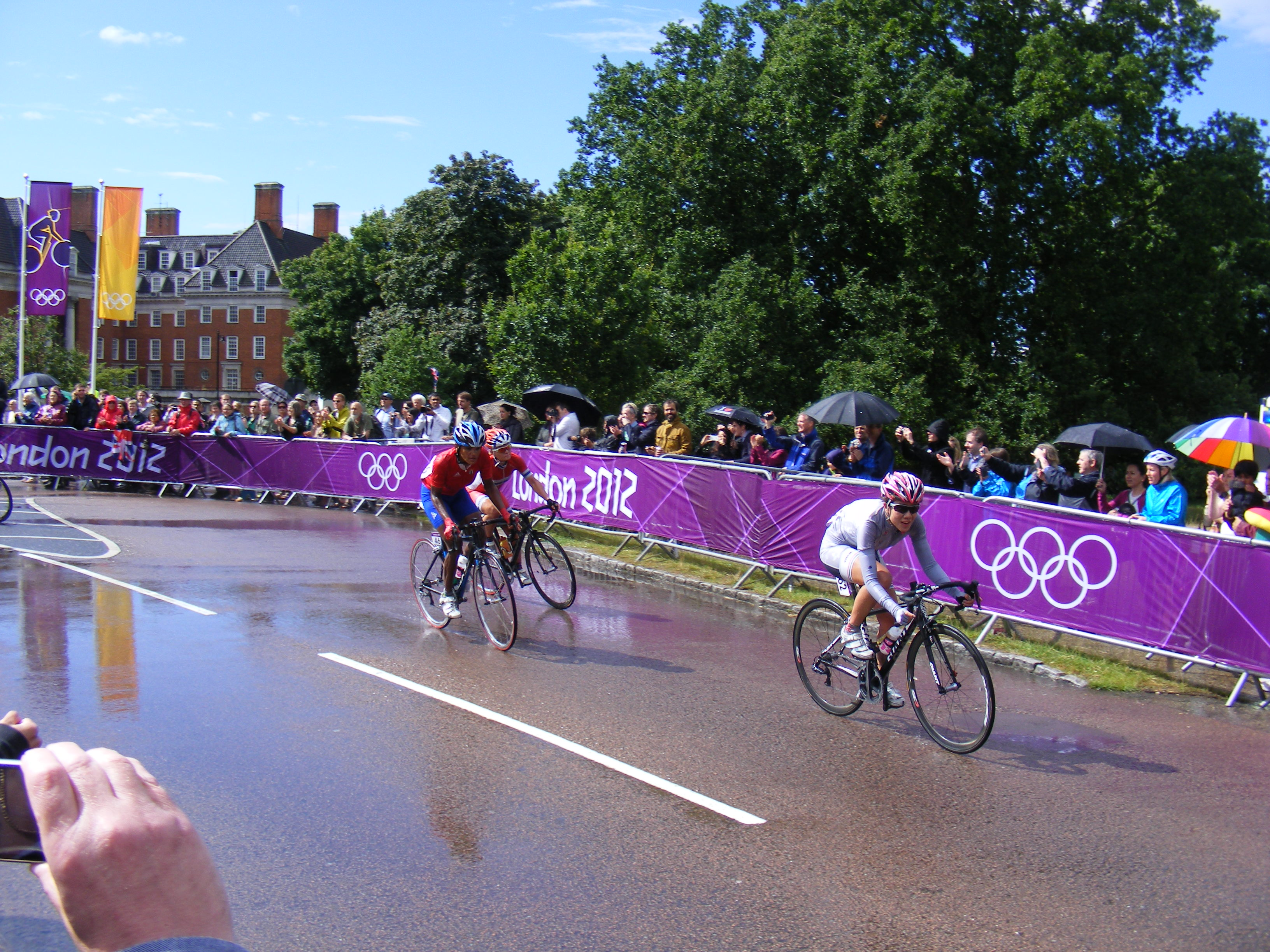
Corrida em estrada feminino na passagem por Richmond Hill.

A corrida de estrada nos Jogos Olímpicos e Paralímpicos estava originalmente planeada para decorrer em Regent's Park e/ou Hampstead Heath. Em vez disso, as corridas de estrada começaram e terminaram em The Mall, no centro de Londres, e rumaram a sudoeste, incluindo voltas em Box Hill, Surrey. A prova olímpica de BTT (mountain bike) teve lugar em Hadleigh Farm, depois da União Ciclística Internacional classificar o circuito de Weald Country Park como "muito fácil" em julho de 2008. Sugeriu-se que o percurso poderia ser criado no País de Gales. Também se considerou uma localização em Kent.

## Eventos

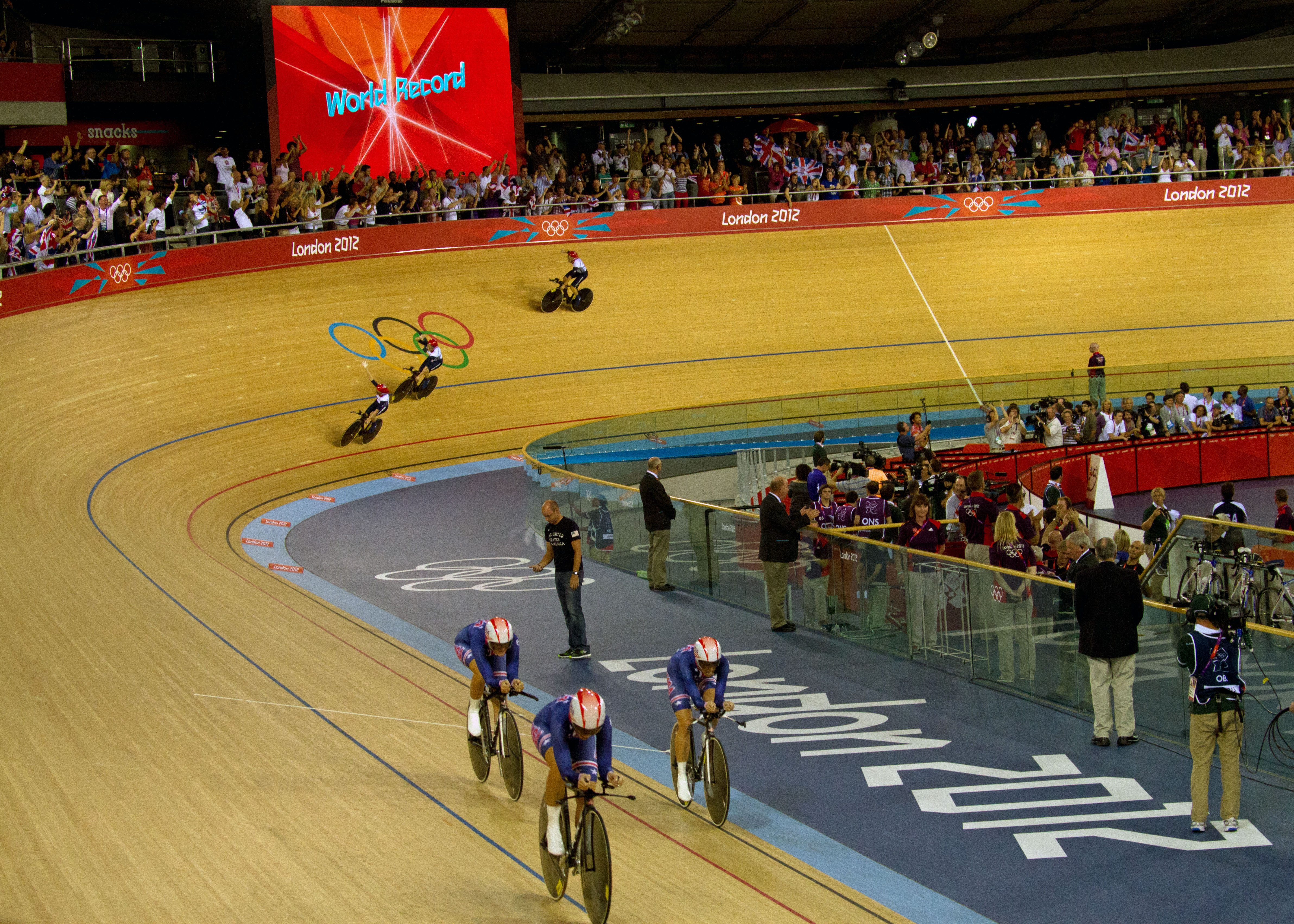
O Velódromo de Londres recebeu as competições de pista.

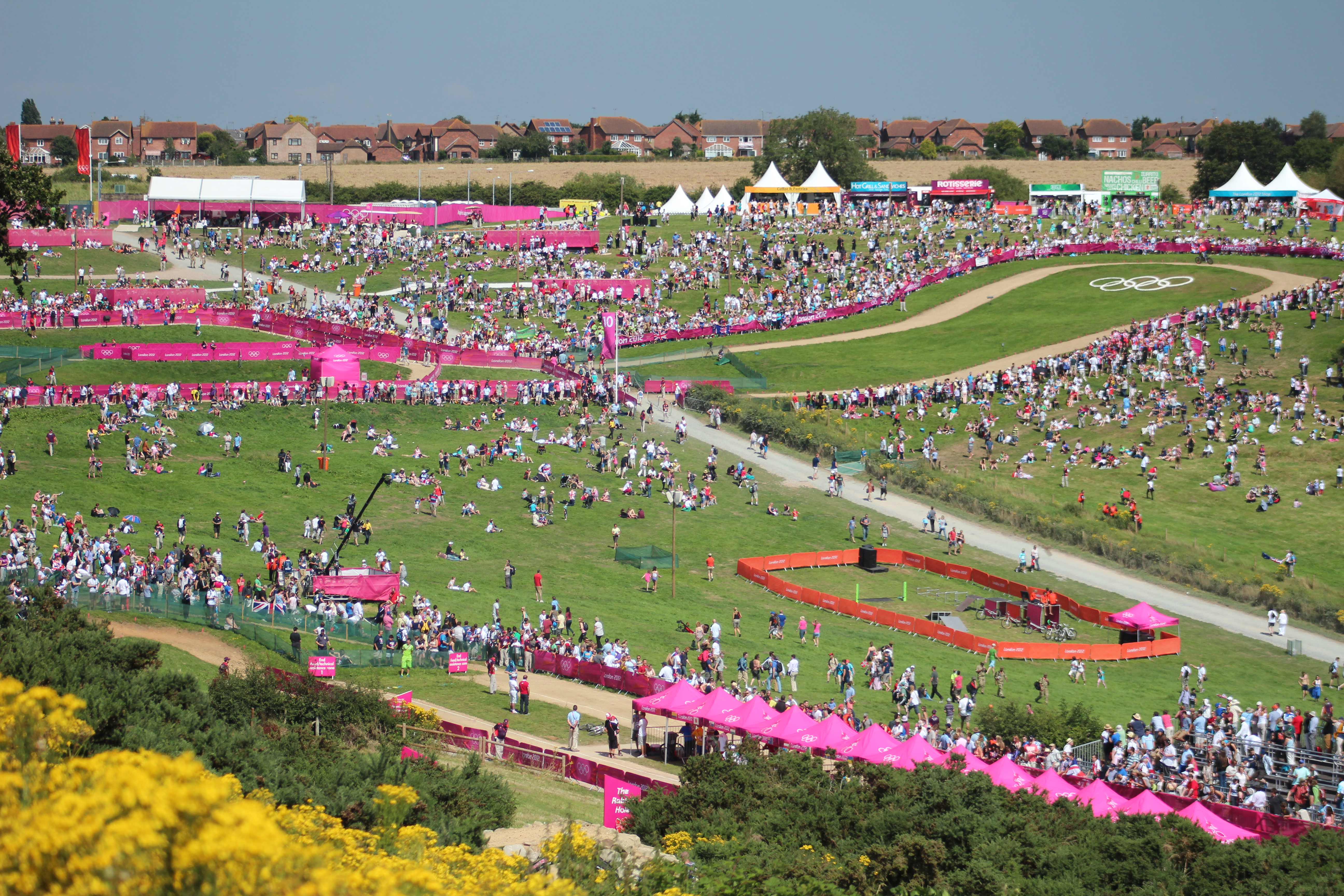
Percurso da prova de mountain bike foi montado em Essex.

Dezoito conjuntos de medalhas foram concedidas nos seguintes eventos:
Pista
- Velocidade individual masculino
- Velocidade por equipes masculino
- Velocidade individual feminino
- Velocidade por equipes feminino
- Perseguição por equipes masculino
- Perseguição por equipes feminino
- Keirin masculino
- Keirin feminino
- Omnium masculino
- Omnium feminino

Estrada
- Corrida em estrada masculino
- Corrida em estrada feminino
- Contrarrelógio masculino
- Contrarrelógio feminino

Mountain bike
- Cross-country masculino
- Cross-country feminino

BMX
- BMX masculino
- BMX feminino

## Medalhistas

### Ciclismo de estrada
Masculino
| Evento                      | Ouro                                | Prata                       | Bronze                         |
| --------------------------- | ----------------------------------- | --------------------------- | ------------------------------ |
| Corrida em estrada detalhes | Alexandr Vinokourov KAZ Cazaquistão | Rigoberto Urán COL Colômbia | Alexander Kristoff NOR Noruega |
| Contrarrelógio detalhes     | Bradley Wiggins GBR Grã-Bretanha    | Tony Martin GER Alemanha    | Chris Froome GBR Grã-Bretanha  |

Feminino
| Evento                      | Ouro                                 | Prata                              | Bronze                       |
| --------------------------- | ------------------------------------ | ---------------------------------- | ---------------------------- |
| Corrida em estrada detalhes | Marianne Vos NED Países Baixos       | Lizzie Armitstead GBR Grã-Bretanha | Olga Zabelinskaya RUS Rússia |
| Contrarrelógio detalhes     | Kristin Armstrong USA Estados Unidos | Judith Arndt GER Alemanha          | Olga Zabelinskaya RUS Rússia |

### Ciclismo de pista
Masculino
| Evento                           | Ouro                                                                  | Prata                                                                 | Bronze                                                                        |
| -------------------------------- | --------------------------------------------------------------------- | --------------------------------------------------------------------- | ----------------------------------------------------------------------------- |
| Velocidade individual detalhes   | Jason Kenny GBR Grã-Bretanha                                          | Grégory Baugé FRA França                                              | Shane Perkins AUS Austrália                                                   |
| Velocidade por equipes detalhes  | Philip Hindes Chris Hoy Jason Kenny GBR Grã-Bretanha                  | Grégory Baugé Michaël D'Almeida Kévin Sireau FRA França               | René Enders Maximilian Levy Robert Förstemann GER Alemanha                    |
| Perseguição por equipes detalhes | Ed Clancy Geraint Thomas Steven Burke Peter Kennaugh GBR Grã-Bretanha | Jack Bobridge Glenn O'Shea Rohan Dennis Michael Hepburn AUS Austrália | Sam Bewley Aaron Gate Marc Ryan Jesse Sergent Westley Gough NZL Nova Zelândia |
| Keirin detalhes                  | Chris Hoy GBR Grã-Bretanha                                            | Maximilian Levy GER Alemanha                                          | Simon van Velthooven NZL Nova Zelândia Teun Mulder NED Países Baixos          |
| Omnium detalhes                  | Lasse Norman Hansen DEN Dinamarca                                     | Bryan Coquard FRA França                                              | Ed Clancy GBR Grã-Bretanha                                                    |

Feminino
| Evento                           | Ouro                                                      | Prata                                                                   | Bronze                                                   |
| -------------------------------- | --------------------------------------------------------- | ----------------------------------------------------------------------- | -------------------------------------------------------- |
| Velocidade individual detalhes   | Anna Meares AUS Austrália                                 | Victoria Pendleton GBR Grã-Bretanha                                     | Guo Shuang CHN China                                     |
| Velocidade por equipes detalhes  | Kristina Vogel Miriam Welte GER Alemanha                  | Gong Jinjie Guo Shuang CHN China                                        | Kaarle McCulloch Anna Meares AUS Austrália               |
| Perseguição por equipes detalhes | Danielle King Laura Trott Joanna Rowsell GBR Grã-Bretanha | Sarah Hammer Dotsie Bausch Jennie Reed Lauren Tamayo USA Estados Unidos | Tara Whitten Gillian Carleton Jasmin Glaesser CAN Canadá |
| Keirin detalhes                  | Victoria Pendleton GBR Grã-Bretanha                       | Guo Shuang CHN China                                                    | Lee Wai Sze HKG Hong Kong                                |
| Omnium detalhes                  | Laura Trott GBR Grã-Bretanha                              | Sarah Hammer USA Estados Unidos                                         | Annette Edmondson AUS Austrália                          |

### Mountain bike
Masculino
| Evento                 | Ouro                                 | Prata                   | Bronze                           |
| ---------------------- | ------------------------------------ | ----------------------- | -------------------------------- |
| Cross-country detalhes | Jaroslav Kulhavý CZE República Checa | Nino Schurter SUI Suíça | Marco Aurelio Fontana ITA Itália |

Feminino
| Evento                 | Ouro                     | Prata                     | Bronze                           |
| ---------------------- | ------------------------ | ------------------------- | -------------------------------- |
| Cross-country detalhes | Julie Bresset FRA França | Sabine Spitz GER Alemanha | Georgia Gould USA Estados Unidos |

### BMX
Masculino
| Evento       | Ouro                         | Prata                        | Bronze                      |
| ------------ | ---------------------------- | ---------------------------- | --------------------------- |
| BMX detalhes | Māris Štrombergs LAT Letônia | Sam Willoughby AUS Austrália | Carlos Oquendo COL Colômbia |

Feminino
| Evento       | Ouro                       | Prata                          | Bronze                           |
| ------------ | -------------------------- | ------------------------------ | -------------------------------- |
| BMX detalhes | Mariana Pajón COL Colômbia | Sarah Walker NZL Nova Zelândia | Laura Smulders NED Países Baixos |

## Quadro de medalhas
| Ordem | País                | Medalha de ouro | Medalha de prata | Medalha de bronze |    | Ordem por total |
| ----- | ------------------- | --------------- | ---------------- | ----------------- | -- | --------------- |
| 1     | GBR Grã-Bretanha    | 8               | 2                | 2                 | 12 | 1               |
| 2     | GER Alemanha        | 1               | 4                | 1                 | 6  | 2               |
| 3     | FRA França          | 1               | 3                |                   | 4  | 4               |
| 4     | AUS Austrália       | 1               | 2                | 3                 | 6  | 2               |
| 5     | USA Estados Unidos  | 1               | 2                | 1                 | 4  | 4               |
| 6     | COL Colômbia        | 1               | 1                | 1                 | 3  | 6               |
| 7     | NED Países Baixos   | 1               |                  | 2                 | 3  | 6               |
| 8     | KAZ Cazaquistão     | 1               |                  |                   | 1  | 11              |
|       | DEN Dinamarca       | 1               |                  |                   | 1  | 11              |
|       | LAT Letônia         | 1               |                  |                   | 1  | 11              |
|       | CZE República Checa | 1               |                  |                   | 1  | 11              |
| 12    | CHN China           |                 | 2                | 1                 | 3  | 6               |
| 13    | NZL Nova Zelândia   |                 | 1                | 2                 | 3  | 6               |
| 14    | SUI Suíça           |                 | 1                |                   | 1  | 11              |
| 15    | RUS Rússia          |                 |                  | 2                 | 2  | 10              |
| 16    | CAN Canadá          |                 |                  | 1                 | 1  | 11              |
|       | HKG Hong Kong       |                 |                  | 1                 | 1  | 11              |
|       | ITA Itália          |                 |                  | 1                 | 1  | 11              |
|       | NOR Noruega         |                 |                  | 1                 | 1  | 11              |
| TOTAL | TOTAL               | 18              | 18               | 19                | 55 | —               |